# Euphyia placidaria
Euphyia placidaria là một loài bướm đêm trong họ Geometridae.